# Немецкий штихельхаар
Немецкий штихельхаар (нем. Stichelhaar) — порода охотничьих собак, выведенная в Германии, одна из самых старых пород легавых в этой стране. Официально первый породный клуб был зарегистрирован в 1892 году. Начиная с этого моменты была создана первая породная книга и прекращено прилитие кровей других собак. Другое название породы — немецкая иглошёрстная легавая, немецкая грубошёрстная легавая.

## История породы
Целенаправленная работа по формированию стандартизированного облика породы началось во второй половине XIX века. Целью работы было создание легавой, которая была бы способна работать в любых условиях.
Исторически предками этой породы можно считать жесткошерстных поинтеров, которые существовали на территории Германии со Средних веков. На немецких гравюрах XVI века встречаются изображения собак, похожих на современных штихельхааров.
К ним при работе над породой была прилита кровь английских поинтеров, английских сеттеров и пуделей. Также на более позднем этапе формирования породы к ней приливались крови региональных пастушьих собак.
Иглошерстная легавая в результате работы получилась ближе к немецким водным жесткошерстным спаниелям, нежели к классическим легавым.
Изначально порода имело ограниченное распространение даже у себя на родине, в Германии. Наиболее распространены они были в Богемии, Моравии и Австрии. После разделения Австро-Венгерской империи основной зоной разведения породы стала Восточная Фрисландия.
Международное признание порода получила в 1920-е, когда была зарегистрирована Германской кинологической ассоциацией и рядом иностранных европейских клубов.
В период между Первой мировой и Второй мировой войнами собаки этой породы попали в США, где в 1959 году порода была зарегистрирована Американским клубом собаководства.
В 1961 году порода иглошерстная легавая или штихельхаар была признана Международной кинологической федерацией (FCI).

## Описание
Штихельхаар в переводе означает «кудлатая» или «встрепанная» легавая, что отражается во внешнем виде собак этой породы. Основным внешним признаком этой породы является грубая, неравномерно торчащая жесткая шерсть.
Рост в холке кобелей — 60—70 см, сук — 58—68 см. При этом данная планка является минимумом и по стандарту допустимо неограниченное превышение роста.
Вес — от 25 до 30 кг.
Собаки этой породы имеют легкое телосложение, довольно крупны по размерам, отличаются сильными размашистыми движениями.
Голова небольшая, гармоничная, с выраженным переходом ото лба к морде. Брыли не сильно выражены. Переносица прямая, лоб округлый и широкий.
Глаза овальные, поставлены не глубоко. Цвет глаз — всех оттенков коричневого.
Уши высоко поставлены, средней длины, по форме — узкий чуть скруглённый и удлинённый треугольник.
Нос, губы и веки должны иметь коричневый или печёночный цвет. Не допускается наличие в этих областях телесного и чёрного цвета.
Шея сильная, средней длины, без кожного подвеса. Холка сильная, выраженная.
Корпус квадратного формата, с прямой спиной и выраженной мускулистой поясницей. Допускается наличие небольшого наклона крупа.
Грудная клетка объемная, с округлыми объёмными рёбрами и выраженным переходом к животу. Сам живот подтянут, силуэт собаки — стройный, поджарый.
Хвост поставлен высоко, не очень длинный, при этом не купируется.
Конечности прямые, стоят параллельно друг другу, расположены под корпусом. Локти плотно прилегают к корпусу. На задних лапах выражено заметна мускулатура бедра. Скакательный сустав располагается высоко.
Лапы округлые, плотно собранные. Подушечки лап жёсткие, толстые, окрашены в печёночный или коричневый цвет.
Шерсть жёсткая, похожая на щетину, имеет длину около 4 сантиметров. На шее, плечах и по низу живота шерсть более длинная и мягкая, и образует гриву. Имеет выраженный подшерсток. На морде из более жёсткой шерсти образуется борода и выражено торчащие в стороны усы. Густые и плотные волосы над глазами образуют «бровки», нависающие над глазами.
На ушах шерсть плотно прилегающая, короткая и жёсткая.
Окрас — коричневый или печёночный на белом фоне, крап и пятна при этом могут быть различных размеров. Допустим также чалый окрас или коричневый с проседью.

## Характер
Характер штихельхаара отличается уравновешенностью, устойчивостью и сдержанностью. При этом эти собаки не склонны проявлять агрессию или излишнюю угрюмость, не смотря на их внешний вид и выражение морды, которое создается специфичным строением «бровок».
Штихельхаар — собака одного хозяина, в отличие от большинства охотничьих собак. Они привязываются к одному человеку в семье, но к остальным относятся без агрессии и недоверия.
У собак этой породы хорошо развиты охранные качества, настороженность к посторонним.
Они отличаются высокой управляемостью, что также редкость для охотничьих собак, и быстрым усвоением новых команд. В работе неторопливы, упорны, им не свойственно проявлять нервозность или излишне увлекаться преследованием зверя.

## Применение
Штихельхаары традиционно использовались как универсальная легавая для работы как по «холодному», так и по «кровяному» следу.
Собаки этой породы хорошо приспособлены для работы в сложной пересечённой местности, в том числе в условиях густого подлеска и горных склонов. Их жесткая плотная шерсть и украшающий волос над глазами защищают их от случайных травм.
Сейчас собаки этой породы также используются в качестве рабочих охотничьих собак, причем для этой породы при участии в выставках являются обязательными рабочие испытания. Также они могут применяться для охраны, караульных и поисковых работ.

## Уход и здоровье
Собаки этой породы отличаются стабильным здоровьем, не имеют серьёзных генетических породных заболеваний. При этом важно учитывать, что штихельхаарам необходимо не только вычёсывать, но и время от времени тримминговать (выщипывать) шерсть для того, чтобы освобождать ость от отмершего подшерстка, так как этим собакам свойственна обильная линька.
Стоит также обращать внимание на состояние ушей собак этой породы, так как под свисающими ушами у них, особенно у тех, кто активно применяется для охоты, могут развиваться грибковые инфекции. Также важно содержать в чистоте и следить за длиной украшающего волоса над глазами, чтобы он не повредил роговицу глаза.
При выгуле собакам этой породы требуются средние нагрузки.